# Homalium moto
Homalium moto là một loài thực vật thuộc họ Salicaceae. Đây là loài đặc hữu của Polynésie thuộc Pháp.